# Antti Buri
Antti Buri (Turku, 2 december 1988) is een Fins autocoureur.

## Carrière
Buri begon zijn autosportcarrière in 2007 in de Finse Formule Ford Zetec. Hij bleef hier actief tot 2009, terwijl hij in deze jaren ook actief was in de Noord-Europese Formule Ford. In 2009 stapte hij over naar de Britse Formule Ford. In 2010 reed hij hier naar verschillende podiumpaatsen en een zesde plaats in het kampioenschap. Dat jaar won hij ook de Finse Formule Ford Junior.
In 2011 behaalde Buri negen podiumplatsen in de Britse Formule Ford en werd zo vierde in de eindstand. Ook won hij dat jaar opnieuw de Finse Formule Ford Junior. Hij reed ook een aantal gastraces in de Benelux Formule Ford. In 2012 won hij acht races in de eerste helft van het seizoen van de Britse Formule Ford, en ondanks dat hij daarna niets meer won, werd hij wel kampioen met 556 punten. Daarnaast werd hij ook kampioen in de Noord-Europese Formule Ford en reed hij dat jaar een aantal gastraces in de ADAC Formel Masters.
In 2013 stapte Buri over naar de GT-racerij, waarbij hij direct de Finse Porsche GT3 Cup won. Dat jaar kwam hij één keer uit in de Duitse Porsche Carrera Cup, wat leidde tot een volledig seizoen in 2014 waarin hij 27e werd. In 2015 had hij geen vast racezitje, maar reed hij wel in enkele races in de International GT Sprint Series, de Porsche Supercup en de Blancpain Endurance Series.
In 2016 stapte Buri over naar de touring cars en maakte zijn debuut in de ADAC TCR Germany. In zijn tweede raceweekend op de Sachsenring behaalde hij zijn eerste overwinning. Daarnaast mocht hij tijdens het raceweekend op Spa-Francorchamps in dat jaar ook instappen in de TCR International Series, waarbij hij voor Leopard Racing uitkwam in een Volkswagen Golf GTI TCR.